# Hemicryllis alboguttata
Hemicryllis alboguttata là một loài bọ cánh cứng trong họ Cerambycidae.